# Laurentius Heister

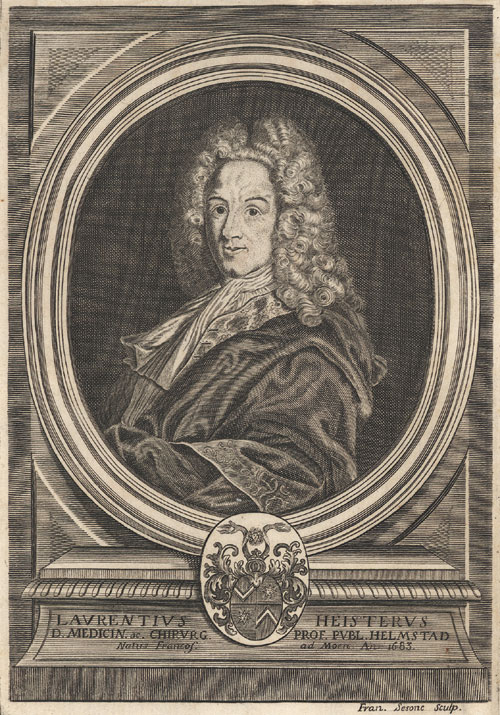
Laurentius Heister

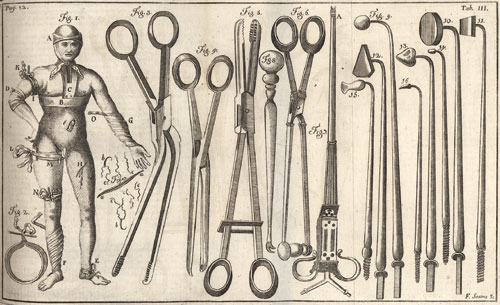
Narzędzia chirurgiczne z Institutiones chirurgicae, in quibus quicquid ad rem chirurgicam pertinet optima et novissima ratione pertractatur. Antonio Cervone, Neapol 1749

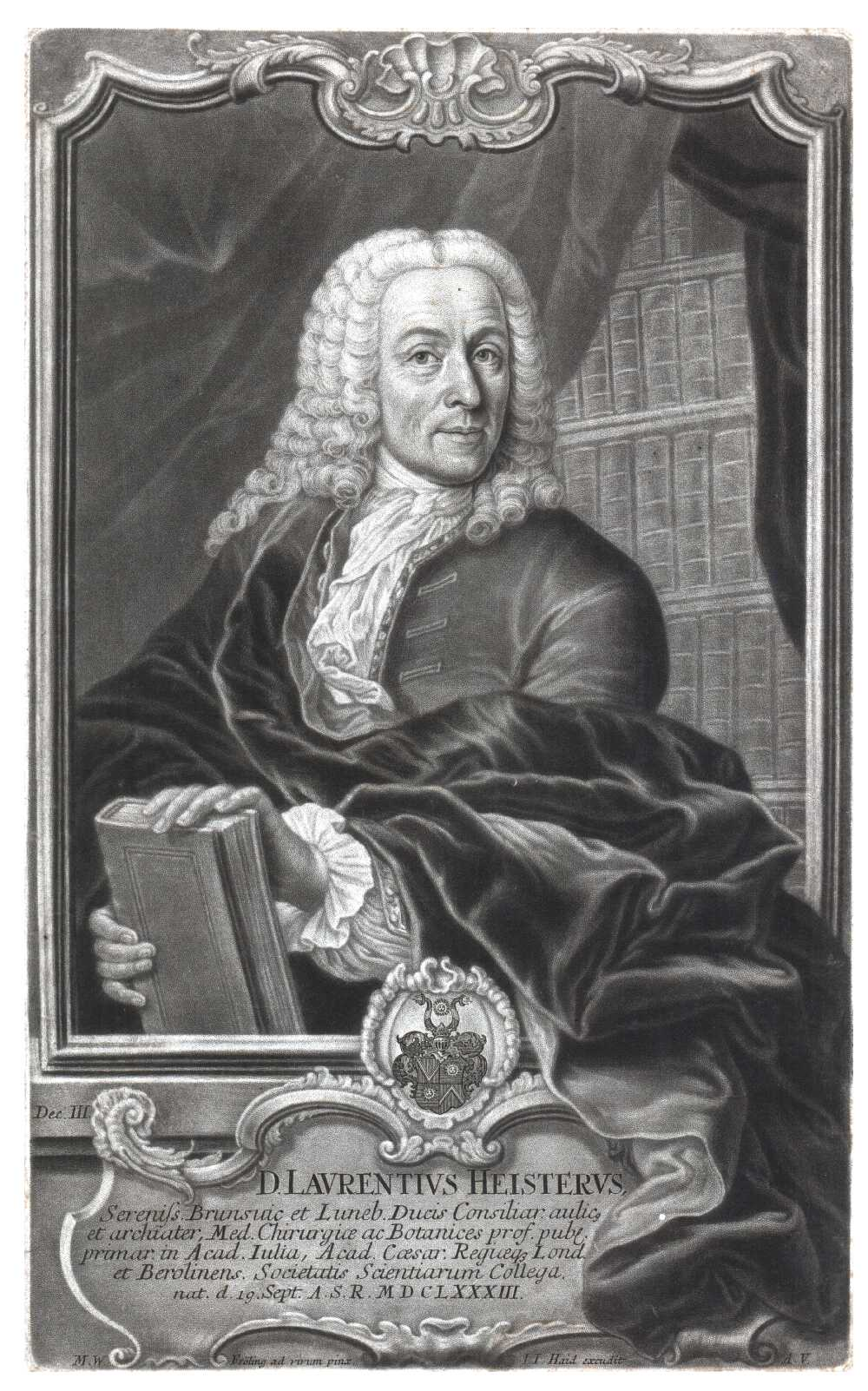
Laurentius Heister

Laurentius Heister lub Lorenz Heister (ur. 19 września 1683 we Frankfurcie nad Menem, zm. 18 kwietnia 1758 w Bornum am Elm) – niemiecki anatom, chirurg i botanik. 

## Życiorys
Był synem Johanna Heinricha Heistera, oberżysty w Sachsenhausen. Ukończył gimnazjum we Frankfurcie. W latach 1702 do 1706 studiował matematykę, optykę i mechanikę na uniwersytetach w Gießen i Wetzlar, a następnie wyjechał do Amsterdamu. Tam studiował anatomię u Ruyscha (1638–1731). W lecie 1707, podczas wojny sukcesyjnej był drugim (pomocniczym) lekarzem w szpitalach polowych w Brukseli i Gandawie. Po wojnie przeniósł się do Lejdy, gdzie kontynuował studia anatomiczne u Albinusa (1653–1721) oraz u Bidloo (1649–1713). Uczęszczał również na wykłady o chorobach oczu oraz z chemii prowadzonych przez Boerhaavego (1668–1738). W 1708 doktoryzował się na Uniwersytecie w Harderwijk. W następnym roku, ponownie jako lekarz polowy Armii Holenderskiej, brał udział w bitwach pod Oudenaarde i Malplaquet. 11 listopada 1710 odwiedził on angielskie uczelnie w Oksfordzie i Cambridge. Podczas podróży poznał Newtona. W 1712 ożenił się z Ewą Marią Hildebrandt, córką norymberskiego prawnika.
Od 1711 do 1720 był profesorem anatomii i chirurgii na uniwersytecie Altdorf w Norymberdze. Chociaż proponowano mu posadę osobistego lekarza Piotra Wielkiego i wyjazd do Petersburga, nie skorzystał. Przeniósł się do Helmstedt i już do końca życia pozostawał profesorem wydziału lekarskiego i botanicznego miejscowego uniwersytetu. Zmarł na „piersiową gorączkę”, w drodze do pacjenta.

## Dzieła
W 1712 r. Heister opublikował krótką pracę na temat katarakty oraz jej skutków. W 1717 r. ukazało się jego Compendium Anatomicum. Jego najbardziej poczytną publikacją była wydana w 1719 r. po łacinie, a następnie przetłumaczona na wiele języków Chirurgia (Chirurgie). Książka zdobyła dużą popularność nawet w Japonii (została przetłumaczona), a na uczelni wiedeńskiej używana była do 1838 r.
Heister napisał też kilka prac botanicznych, między innymi:
- Laurentii Heisteri Systema plantarum …, 1748;
- Descriptio novi generis plantae rarissimae …, 1753.

Heister do wielu swych publikacji własnoręcznie przygotowywał ilustracje miedziorytnicze.

## Znaczenie
W 1718 Heister po raz pierwszy użył określenia tracheotomia, również jako pierwszy miał zajmować się patologią wyrostka robaczkowego. Fałd spiralny przewodu żółciowego nazywano zastawką Heistera (ang. Spiral valves of Heister) na jego cześć. 
Opracowane przez niego gatunki roślin mają po nazwie łacińskiej skrót Heist. Karol Linneusz na jego cześć utworzył rodzaj Heisteria wśród roślin z rodziny krzyżownicowate (Polygalaceae), obecnie gatunki te są przemianowane i należą do rodziny Erythropalaceae. Ogród botaniczny Heistera w Helmstedt przez długi czas był uważany za najpiękniejszy w całych Niemczech.